# コジャエリ県
コジャエリ県(コジャエリけん、トルコ語: Kocaeli ili)は、トルコ北西部、マルマラ地方の県。県全域がトルコに30ある大都市自治体のひとつであるコジャエリ広域市に含まれているが、県庁が置かれる基礎自治体であるイズミットのほうが都市名として著名で、県内の全域この地域を総合してイズミットと呼ぶことも多い。人口が最大の町はゲブゼ。
この県はマルマラ海の東端、イズミット湾に位置している。隣接する海岸に比べると、イズミット海岸はそれ自体が大きな天然の良港のようになっており、また、トルコ海軍最大の母港にもなっている。

## 隣接する県
- イスタンブール県
- サカリヤ県
- ブルサ県
- ヤロヴァ県

## 下位自治体
- バシスケレ（Başiskele）
- チャユロヴァ（Çayırova）
- ダルジャ（Darıca）
- デリンジェ（Derince）
- ディロヴァス（Dilovası）
- ゲブゼ（Gebze）
- ギョルジュク（Gölcük）
- イズミット（İzmit）
- カンドゥラ（Kandıra）
- カラミュルセル（Karamürsel）
- カルテペ（Kartepe）
- キョルフェズ（Körfez）